# Saint-Martin-sur-Cojeul
Saint-Martin-sur-Cojeul è un comune francese di 212 abitanti situato nel dipartimento del Passo di Calais nella regione dell'Alta Francia.

## Società

### Evoluzione demografica
Abitanti censiti